# Saint-Aubin-de-Cadelech
Saint-Aubin-de-Cadelech là một xã của Pháp, nằm ở tỉnh Dordogne trong vùng Nouvelle-Aquitaine của Pháp.

## Hành chính
| Danh sách các xã trưởng                |                  |              |                  |              |
| Giai đoạn                              | Giai đoạn        | Tên          | Đảng             | Tư cách      |
| 1995                                   | tháng 3 năm 2008 | Guy Crombez  | -                | -            |
| tháng 3 năm 2008                       | đương nhiệm      | Michel Joret | không chính thức | nhà nông học |
| Tất cả các dữ liệu trước đây không rõ. |                  |              |                  |              |

## Thông tin nhân khẩu
| Năm | 1954 | 1962 | 1968 | 1975 | 1982 | 1990 | 1999 | 2005 |
| --- | ---- | ---- | ---- | ---- | ---- | ---- | ---- | ---- |
| Dân số | 460  | 472  | 373  | 331  | 299  | 338  | 316  | 311  |
| From the year 1962 on: No double counting—residents of multiple communes (e.g. students and military personnel) are counted only once. |      |      |      |      |      |      |      |      |